# عدنان عمار
عدنان عمار (بالإنجليزية: Adnan Amar)‏ (17 فبراير 1983 بنوتنغهام في المملكة المتحدة - ) هو ملاكم بريطاني.

## إحصائيات
خاض خلال مسيرته 29 نزالا، فاز في 26 ولم يتعادل وخسر في 3. فاز بالضربة القاضية في 7 نزالات.

## روابط خارجية
- عدنان عمار على موقع بوكس ريك (الإنجليزية) (registration required)